# Bruce Boudreau

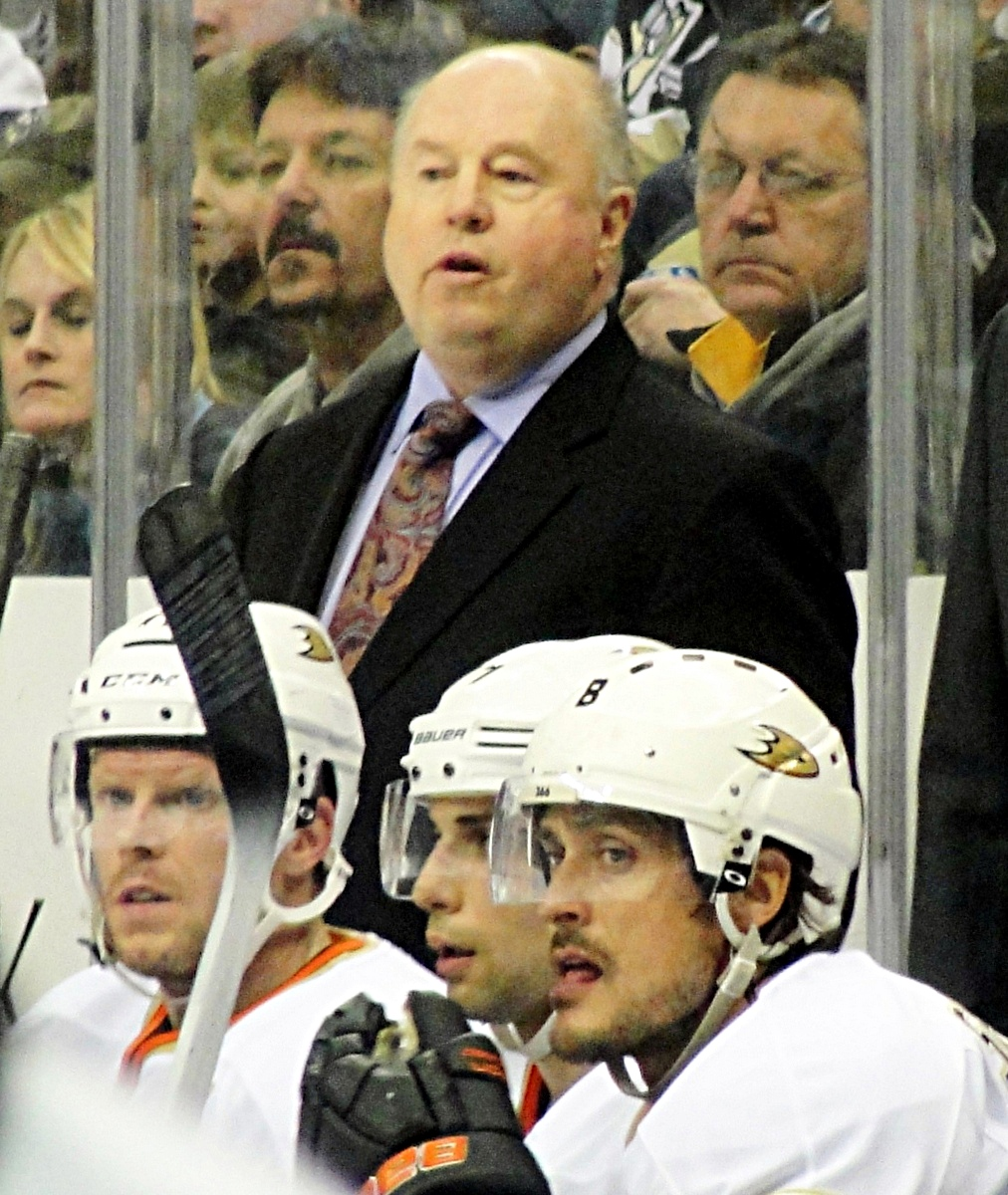
Bruce Boudreau, 2012.

Bruce Allan Boudreau, född 9 januari 1955 i Toronto, Ontario, är en kanadensisk ishockeytränare och före detta professionell ishockeyspelare.
Boudreau tränade senast Vancouver Canucks i NHL. Han har tidigare tränat Washington Capitals, Anaheim Ducks och Minnesota Wild i NHL.
Bruce Boudreau hann under sin aktiva karriär som spelare representera Toronto Maple Leafs och Chicago Black Hawks i NHL samt Minnesota Fighting Saints i WHA. Han var också med i en scen i filmen Slagskott.